# اسم الشفرة: المنظف
اسم الشفرة: المنظف (بالإنجليزية: Code Name: The Cleaner)‏ هو فيلم أكشن وكوميديا أمريكي صدر عام 2007 ومن إخراج ليز مايفيلد وبطولة لوسي ليو، وسيدريك ذا انترتينر، وكالوم كيث ريني ونيكوليت شيريدان. 
صدر الفيلم عن نيو لاين سينما في 5 يناير 2007. وتلقى مراجعات نقدية سلبية من قبل النقاد كما أنه فشل في شباك التذاكر. 

## القصة
الفنان سيدريك يقوم بدور جيك، وهو رجل عادي فقد ذاكرته بعد ان تم ضربه على رأسه من قبل معتدين غامضين، وعندما يجد نفسه مشتبك في مؤامرة حكومية، يصبح جيك ومطارديه مقتنعين بأنه عميل سري. 

## الاستقبال النقدي
تلقى الفيلم مراجعات سلبية حادة، فعلى موقع الطماطم الفاسدة حصل الفيلم على تقييم 4٪ على أساس 82 مراجعة (79 مراجعة سلبية، 3 مراجعات إيجابية). وعلى موقع ميتاكريتيك حصل الفيلم على 33 نقطة من أصل 100، استنادًا إلى 16 مراجعة. 
بلغت إيرادات الفيلم في شباك التذاكر حوالي 10,737,477 دولار أمريكي فقط مقابل ميزانية إنتاجية قدرها 20,000,000 دولار. 
ترشحت نيكوليت شيريدان كأسوأ ممثلة مساعدة في جائزة التوتة الذهبية 

## روابط خارجية
- اسم الشفرة: المنظف على موقع IMDb (الإنجليزية)
- اسم الشفرة: المنظف على موقع ميتاكريتيك (الإنجليزية)
- اسم الشفرة: المنظف على موقع روتن توميتوز (الإنجليزية)
- اسم الشفرة: المنظف على موقع نتفليكس (الإنجليزية)
- اسم الشفرة: المنظف على موقع قاعدة بيانات الأفلام العربية
- اسم الشفرة: المنظف على موقع ألو سيني (الفرنسية)
- اسم الشفرة: المنظف على موقع Turner Classic Movies (الإنجليزية)
- اسم الشفرة: المنظف على موقع أول موفي (الإنجليزية)
- اسم الشفرة: المنظف على موقع بوكس أوفيس موجو (الإنجليزية)
- اسم الشفرة: المنظف على موقع فيلمافينيتي (الإسبانية)